# بواتو
بواتو أو بيطو (بالفرنسية:Poitou) هي مقاطعة في غرب وسط فرنسا عاصمتها بواتييه، كانت قديمًا كونتية (بالفرنسية:comté) خلال الحكم الأرستقراطي في فرنسا.

## تاريخ
في التاريخ القديم كان يحتل هذا الجزء من الغال شعب باسم بكتون (بالفرنسية:Picton) وبعد غزو يوليوس قيصر وبعد تأسيس الإمبراطورية الرومانية أصبحت المنطقة جزءاً من أقطانية. في وقت الغزوات الجرمانية، احتل شعب قوط غربيون كل من جنوب غرب فرنسا بما فيه بواتو وبعد انتصار كلوفيس الأول ملك للفرنكيين عليهم عام 507 انضم بواتو وآكيتين إلى المملكة الفرنكية.
ثم في العصور الوسطى حكم بواتو سلسلة من نبلاء تحت عنوان كونت دو بواتو (بالفرنسية:Comte de Poitiers) الذين أصبحوا أيضا دوق آكيتين من القرن التاسع وأصبحت مدينة بواتييه إحدى عواصمهم. والوريثة النهائية لهذا اللقب كانت إليانور آكيتيان (1122 – 1204). بزواجها من لويس السابع ملك فرنسا في عام 1137 مرت بواتو تحت حكم فرنسا ولكن بعد إلغاء هذا الزواج وزواجها اللاحق من هنري الثاني ملك إنجلترا في عام 1154 مرت بواتو تحت حكم إنجلترا. واستمر هذا الموقف مع ابنيهما ريتشارد الأول ملك إنجلترا وبعد وفاته مع جون ملك إنجلترا حتى 1204 عندما غزا فيليب الثاني أغسطس ملك فرنسا العديد من أراضي الأخير، بما في ذلك بواتو. في وقت حرب المئة عام خضعت المقاطعة مؤقتاً لسلطة ملك إنجلترا من 1360 إلى 1372.
في القرن السادس عشر تطور الإصلاح البروتستانتي في المنطقة التي شهدت عدة معارك خلال حروب فرنسا الدينية. بعد إنهاءها بفضل مرسوم نانت (1598) لهنري الرابع الذي منح بعض الحرية الدينية للبروتستانتيين في فرنسا ازدهروا في المنطقة حتى إلغاء مرسوم نانت (1685) من قبل لويس الرابع عشر، مما اضطر الآلاف منهم إلى الاعتناق إلى الكاثوليكية أو إلى المنفى إلى بلدان بروتستانتية أوروبية أو في أمريكة الشمالية.

مقاطعة بواتو في القرن الثامن عشر والأقاليم الحالية.

وقد تم تقسيم هذه المقاطعة خلال الثورة الفرنسية عندما تشكلت فرنسا من أقاليم بدلا من مقاطعات يوم 4 مارس 1790 وانقسمت تقريبا إلى ثلاثة أقاليم وهي فيين (بالفرنسية: Vienne) في الشرق, دو سيفر (بالفرنسية: Deux-Sèvres) في الوسط وفونديه (بالفرنسية:Vendée) في الغرب.
ومع إنشاء المناطق الفرنسية الحديثة في القرن العشرين,تم استخدام كلمة بواتو من جديد في اسم منطقة بواتو شارنت التي تتألف من إقليم فيين ودوسيفر بالإضافة إلى شارنت وشارنت البحرية بينما انضم إقليم فونديه منطقة بايي دو لا لوار.

## أعلام
- إليانور آكيتاين
- رينيه شاربونو
- أغنيس من بواتو
- غي دي لوزينيان